# Исайя Балабан
Исайя Балабан (в миру — Иван; ? — ум. 1619, по другим данным: 1620) — церковный и культурно-просветительский деятель. Происходил из шляхетской семьи Балабанов, племянник львовского епископа Гедеона Балабана. Один из деятелей Балабановского литературно-издательского кружка в с. Стратин и в селе Крылос. Архимандрит Унивского Свято-Успенского монастыря (1597). Был приглашён князем Константином Острожским в г. Острог, назначен игуменом Дерманского Свято-Троицкого монастыря (1606). Руководил Острожской типографией, которая была перенесена в 1603 году в Дерманский Свято-Троицкий монастырь, а после 1605 года возвращена в Острог. Участвовал в подготовке к изданию перевода с греческого языка сборника Фёдора Авукара против еретиков (1611), который так и не был издан. В рукописи содержится похвала Балабану, составленная от имени одного из учеников Острожской школы. В королевском привилее 1620 года о Балабане упомянуто уже как об умершем.